# Перссон, Нина
Ни́на Элисабет Пе́рссон (швед. Nina Elisabet Persson; род. 6 сентября 1974 года, Эребру) — вокалистка шведской группы The Cardigans. Также выпустила альбом в рамках сольного проекта A Camp в 2001 году. Продюсером альбома выступил Марк Линкус, известный под сценическим псевдонимом Sparklehorse. В поддержку альбома Нина отправилась в турне по Европе, а также выступила на нескольких летних фестивалях.
Исполнила одну из главных ролей в фильме «Om Gud Vill» 2006 года.
Вместе с музыкантами Никласом Фриском и Натаном Ларсоном работала над выпуском второй пластинки Colonia проекта A Camp, который к этому моменту преобразовался в группу. Релиз альбома состоялся в 2009 году. В поддержку альбома группа гастролировала по Европе и США.
11 марта 2011 года состоялась премьера документального фильма с участием Нины Перссон, «Jag är min egen Dolly Parton» («Сама себе Долли Партон»). Режиссёром фильма выступила шведка Йессика Неттелбладт. Главными героинями фильма выступили пять шведских певиц: Сесилия Нордлунд, Лотта Венглен, Гудрун Хауксдоттир, Хелена Юсефссон и Нина Перссон. Среди тем фильма упоминаются борьба с опасной для жизни болезнью, поиски любви, потеря и новообретение веры, а также попытки зачать ребёнка. В поддержку DVD-релиза документального фильма и выхода музыкального альбома каверов на песни Долли Партон «Jag är min egen Dolly Parton» временно образовавшийся коллектив Dollykollot, состоящий из главных героинь фильма дал несколько концертов в Скандинавии.
В 2012 году группа The Cardigans объединилась, чтобы отправиться в тур по Европе и Азии, посвященный их альбому Gran Turismo 1999 года выпуска. На данный момент группа вновь взяла перерыв в деятельности, и Нина работает над сольными проектами, в числе которых совместный альбом Нины с её мужем Натаном Ларсоном и турецким композитором Эрдемом Хелвачиоглу.
Нина участвовала в записи дебютного альбома театральной труппы The Citizens Band, для которого она исполнила песню I Swung The Election. Она также регулярно работает с The Citizens Band, присоединяясь к театральным постановкам труппы.
Участвовала в записи второго сольного альбома Джеймса Айха «Look To The Sky», исполнив бэк-вокал в композициях Make Believe и Till Next Tuesday.

## Личная жизнь
Муж — американский композитор и музыкант Натан Ларсон. Дата свадьбы — 16 июня 2001 года. 30 сентября 2010 года Нина родила своего первого ребёнка — сына Нильса (полное имя мальчика — Nils Oskar Linkous Larson).